# Srpen (film)
Srpen (v originále August) je americký hraný film z roku 2011, který režíroval Eldar Rapaport podle vlastního scénáře. Film zachycuje vztah dvou mužů, kteří se setkávají po několikaletém odloučení. Snímek měl světovou premiéru na Mezinárodním filmovém festivalu v Seattlu dne 9. června 2011. Film byl v ČR uveden v roce 2012 na filmovém festivalu Febiofest.

## Děj
Troy se vrací ze Španělska do Los Angeles pět let poté, co skončil jeho dlouhodobý vztah s Jonathanem. Jeho návrat však přináší problémy Jonathanovi, jehož nevyřešené pocity a pokračující přitažlivost k Troyovi ohrožuje jeho vztah se současným partnerem Raúlem.

## Obsazení
| Daniel Dugan    | Jonathan |
| Adrian Gonzalez | Raul     |
| Murray Bartlett | Troy     |